# Galeazzo Caracciolo
Galeazzo Caracciolo (Napoli, gennaio 1517 – Ginevra, 7 maggio 1586) è stato un nobile italiano. 
Convertito al calvinismo, lasciò l'Italia stabilendosi a Ginevra.

## Biografia
Galeazzo Caracciolo, marchese di Vico, nipote dell'omonimo Galeazzo Caracciolo (1460-1517), il condottiero aragonese che partecipò all'impresa di liberazione della città di Otranto dai Turchi Ottomani, nacque da Nicola Antonio detto Colantonio (?-1562) e Giulia della Leonessa, che era nipote per parte materna di papa Paolo IV. Per i servizi resi, prima come maggiordomo di settimana, poi nel 1536 al seguito dell'armata in Provenza, l'imperatore Carlo V lo insignì del Toson d'Oro. Nel 1537 sposò Vittoria Carafa dei duchi di Nocera, da cui ebbe sette figli.
Frequentando gli ambienti della corte imperiale, Caracciolo entrò in rapporto con il circolo di Juan de Valdés, subendo particolarmente l'influsso di Pietro Martire Vermigli e di Bernardino Ochino. Maturò la scelta della conversione alla Riforma, recandosi più volte in Germania, dove si dedicò alla lettura delle opere di Lutero.
Il rischio di esser fatto arrestare da Carlo V, che aveva saputo di suoi compromettenti discorsi in materia di religione, tenuti con il cortigiano Cesare Carafa, suo cognato e nipote del cardinale Gian Pietro Carafa, lo spinsero, nella primavera del 1551, all'esilio volontario a Ginevra dove divenne calvinista. Alla fine dell'anno fu tra gli organizzatori di una Chiesa riformata italiana nella città, a capo della quale fu eletto Lattanzio Ragnone, cui successe l'anno dopo il bresciano Celso Martinengo e nel 1561 Niccolò Balbani. Caracciolo ottenne la cittadinanza ginevrina nel 1555 e nel 1559 fu eletto al Consiglio dei duecento.

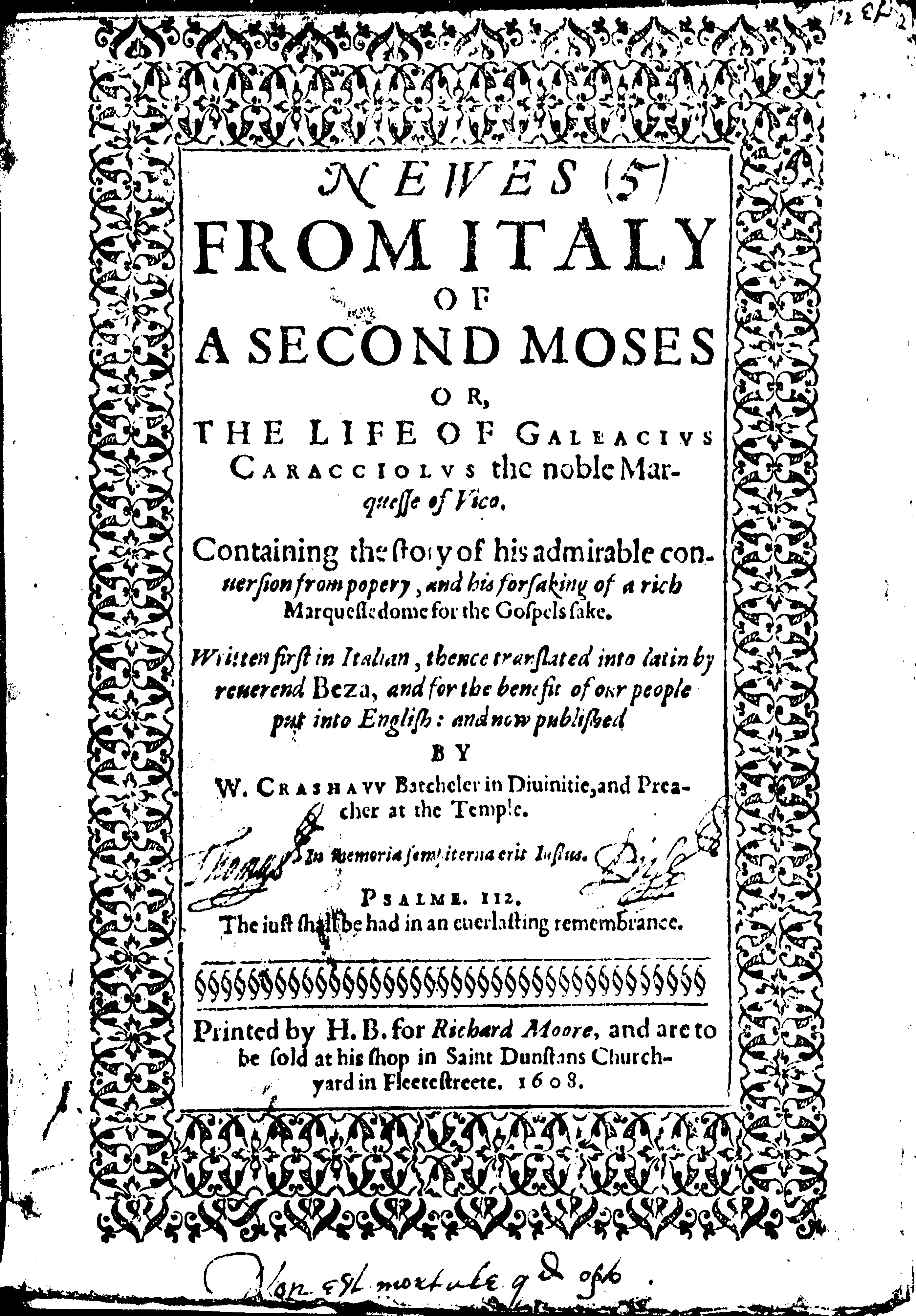
Balbani: Vita di Galeazzo Caracciolo, tr. inglese, 1608

Mantenne i contatti con la famiglia, incontrando a Ginevra, nel 1551, il cugino Ferrante Caracciolo. A Verona, nel 1553, incontrò il padre Colantonio che era in viaggio per Bruxelles a incontrarvi Carlo V: l'imperatore stabilì l'esclusione di Galeazzo dalla linea di successione familiare, a favore del figlio Colantonio, che peraltro aiutò finanziariamente il padre esule. Galeazzo Caracciolo incontrò nuovamente il padre a Mantova, nel 1555, il quale gli riferì che il papa Paolo IV gli avrebbe permesso di stabilirsi nella Repubblica di Venezia senza dover subire persecuzioni, ma Galeazzo rifiutò l'offerta, non fidandosi della parola del pontefice. Infine, nel 1558, incontrò nell'isola di Lesina due suoi figli e successivamente nel suo stesso castello di Vico l'intera famiglia, per cercare di convincere moglie e figli a seguirlo a Ginevra. Non essendosi accordati, il Caracciolo fece ritorno in Svizzera, e chiese il divorzio alle autorità ginevrine sostenendo che la moglie lo aveva abbandonato.
Si trattava di accertare la veridicità delle affermazioni del Caracciolo, che presentò testimoni a suo favore. Le autorità scrissero anche una lettera a Vittoria Carafa, per ottenere conferma della tesi avanzata dal marito. Non avendo avuto risposta, nell'agosto del 1559 il divorzio fu concesso e l'anno dopo Caracciolo si risposò con la francese Anna Framery, da cui non ebbe figli. Collaborò attivamente con Giovanni Calvino, tanto che questi gli dedicò il commento alla Prima lettera ai Corinzi di Paolo e la seconda edizione della sua Institutio christianae religionis.
Tranne alcuni anni passati a Nyon e a Losanna, Caracciolo visse sempre a Ginevra e morì nella sua casa, vicino alla cattedrale, il 7 maggio 1586. Fu sepolto, come già Calvino, in una tomba anonima del cimitero della città.
Prima dell'interesse di Croce, che ha contribuito a correggere molte imprecisioni sulla vita del marchese di Vico, un altro celebre volume, scritto nel 1587 dal predicatore e ministro calvinista Niccolò Balbani, nativo di Lucca, di cui proprio Galeazzo era stato padrino, riscosse tra il XVI e il XIX secolo non indifferente fortuna, essendo più volte ristampato e pubblicato, oltre che in italiano, anche in inglese, francese e spagnolo.